# Vaughan Metropolitan Centre (métro de Toronto)
Vaughan Metropolitan Centre (souvent abbrévié Vaughan sur les signalisations mais VMC dans les alertes sonores) est une station terminus de la ligne 1 Yonge-University du métro de Toronto, située sur le territoire de la ville de Vaughan à proximité de la ville de Toronto en Ontario au Canada.

## Situation sur le réseau
Établie en souterrain, la station Vaughan Metropolitan Centre est le terminus nord de la partie ouest de la ligne 1 Yonge-University, après la station Highway 407, en venant du terminus Finch.

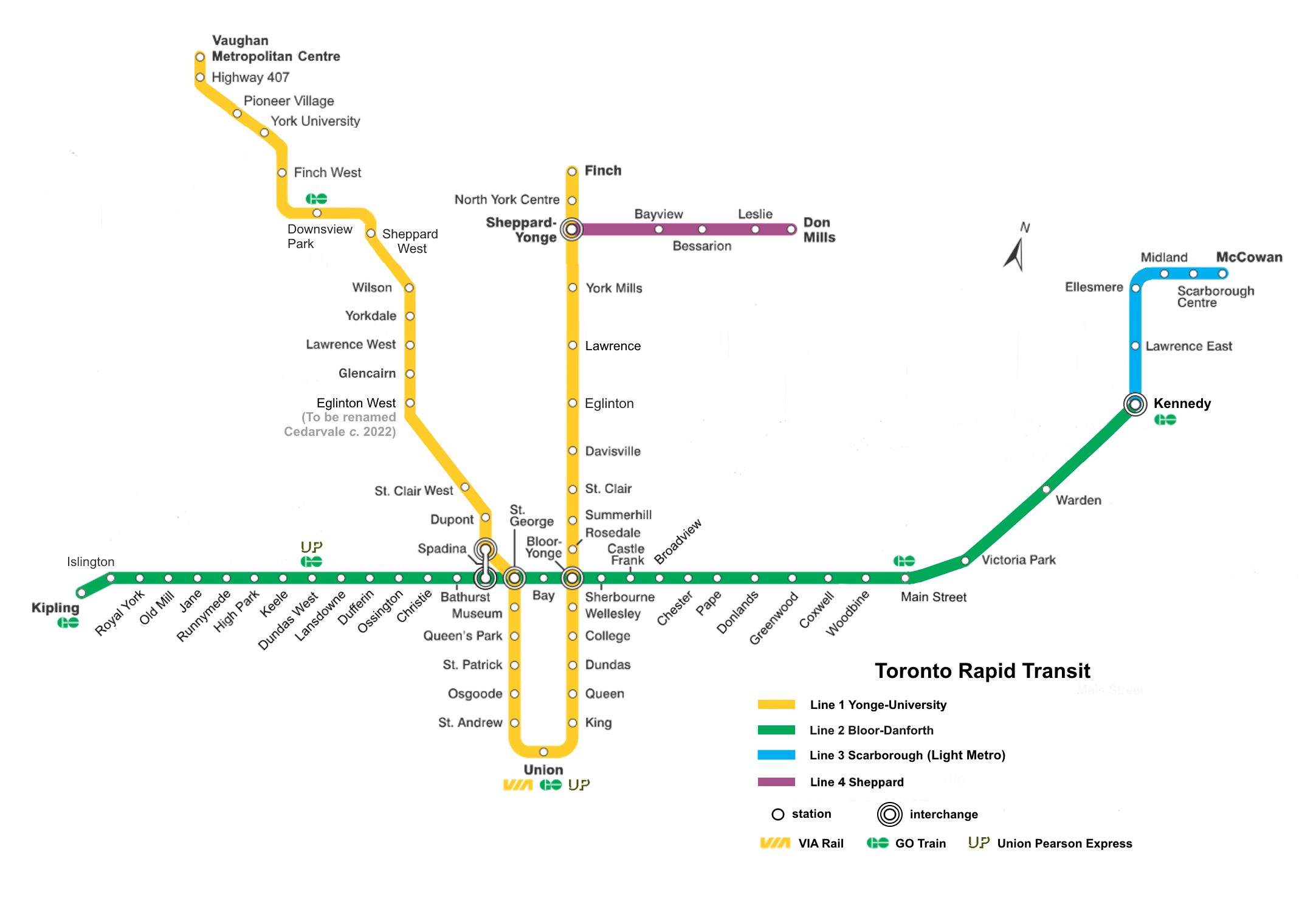
Plan du métro de Toronto (2018).

## Histoire
La station terminus Vaughan Metropolitan Centre est mise en service le dimanche 17 décembre 2017 lors de l'ouverture à l'exploitation des 8,6 km du prolongement et des six nouvelles stations de la ligne 1 Yonge-University. La station située « au nord de l'autoroute 7 du côté ouest de l'avenue Milway déplacée » est organisée pour devenir une « plaque tournante de transport multimodal » en connexion notamment avec les terminaux de bus YRT SmartVMC (initialement appelé Smart Centres Place) et Viva BRT.

## Services aux voyageurs

### Accès et accueil

Édicule et accès
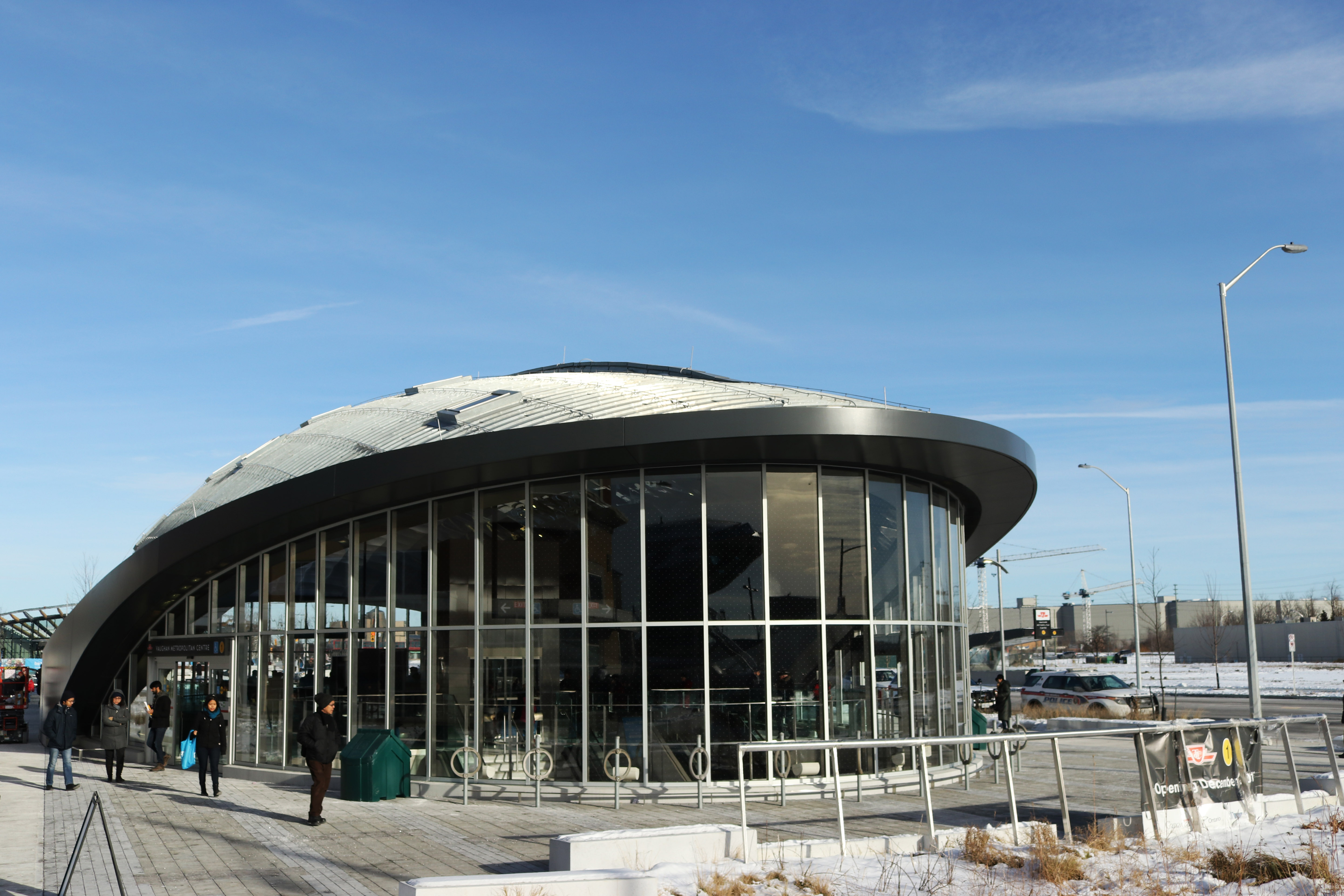
Édicule.
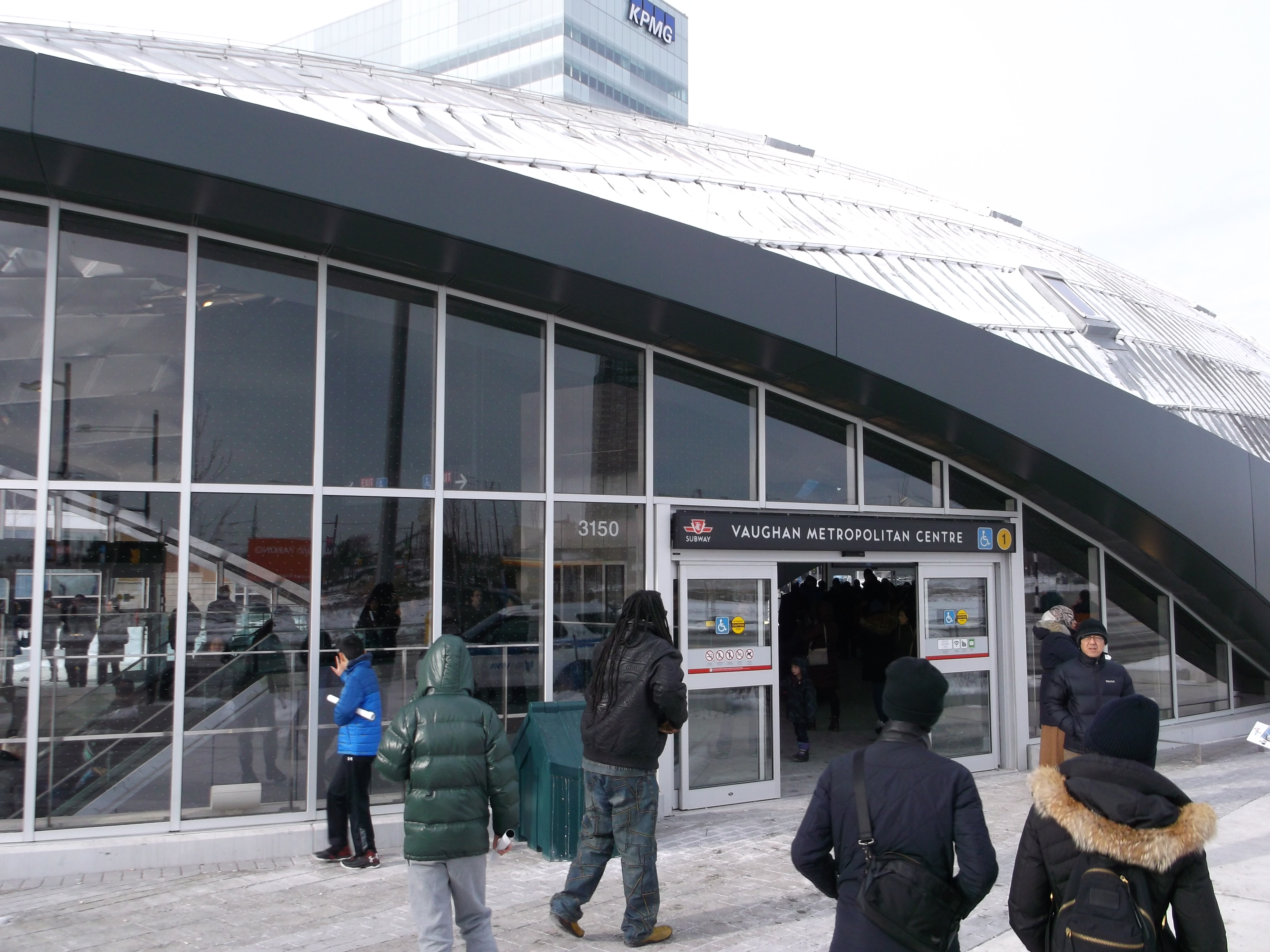
Accès.
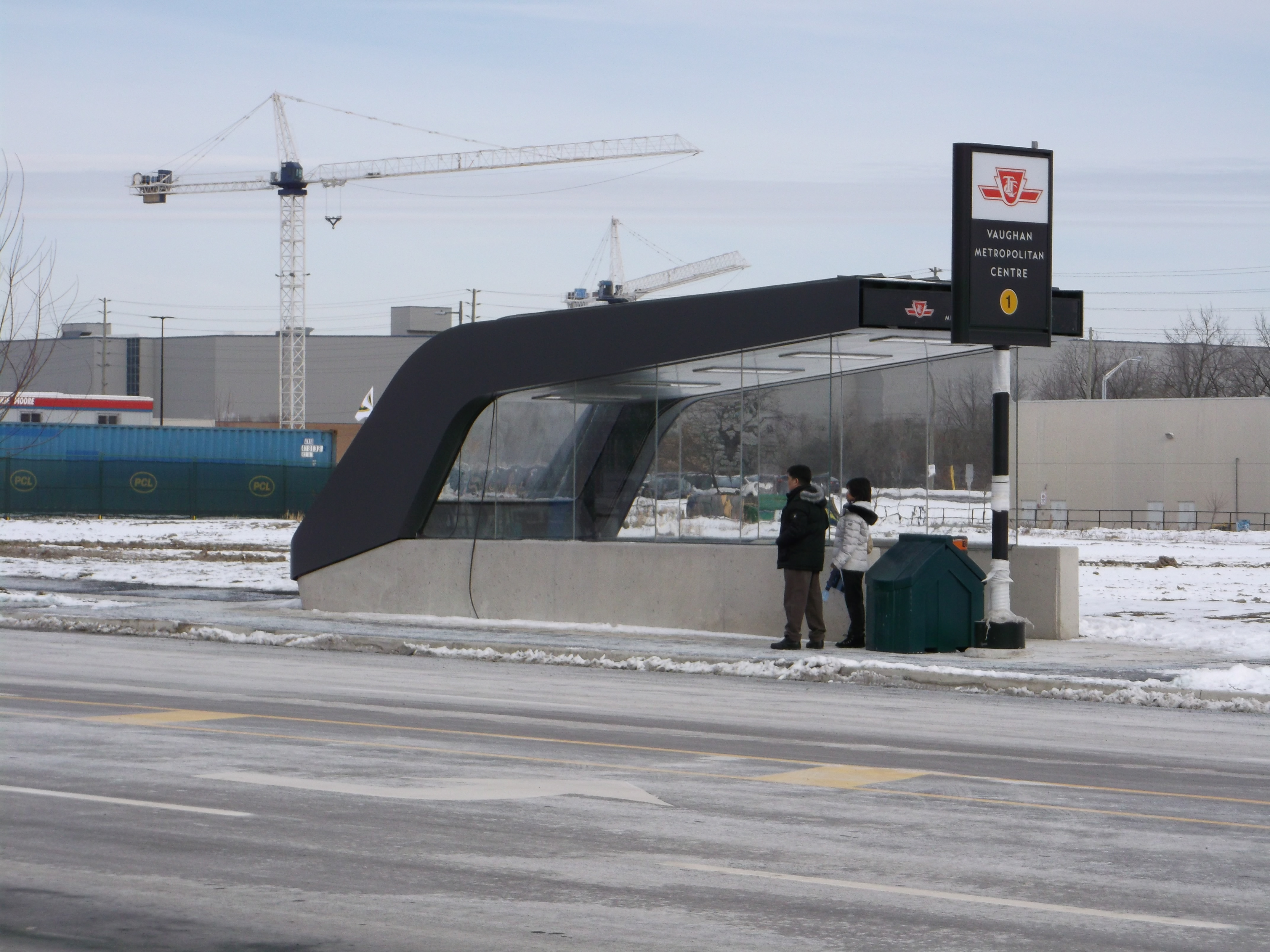
Accès.

## À proximité
- Vaughan Metropolitan Centre (en)